# Stadtbergen
Stadtbergen er en by i Landkreis Augsburg i Regierungsbezirk Schwaben i den tyske delstat Bayern med knap 15.000 indbyggere. Den grænser op til den vestlige side af byen Augsburg.

## Bydele
Kommunen/byen består af tre småbyer Stadtbergen, Leitershofen og Deuringen, hvor det fælles rådhus befinder sig i den største – Stadtbergen. Hver af de tre byer har deres eget brandkorps og sportsklub.